# Проєкт 571

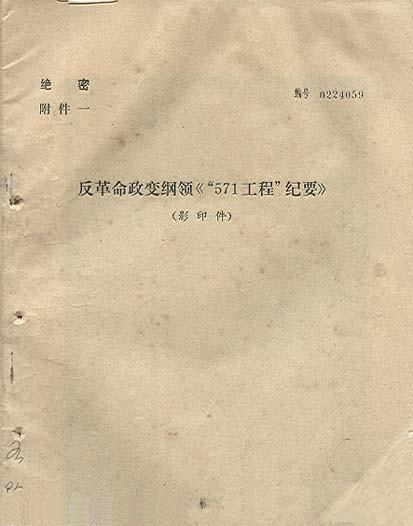

«Проєкт 571» (кит.: 五七一工程纪要) — програмна декларація та оперативний план державного перевороту, складений у 1971 році групою китайських військових — прихильників маршала Лінь Бяо . Назва походила від китайського звучання «571» — 武起义 — «озброєне повстання». Документ містив різку критику правлячої групи на чолі з Мао Цзедуном, особливо «шанхайської банди». Не було втілено в життя через розкриття змови та загибель його учасників в авіакатастрофі при спробі втечі.
Іноді терміном «Проєкт 571» позначається змова Лінь Бяо та його прихильників загалом. При цьому слід враховувати, що про цю історичну подію зберігається багато секретів. Дослідники зазвичай виходять із офіційних оцінок 1970—1980-х років та спогадів учасників, які можуть бути тенденційними.

## Політична ізоляція Лін Бяо
У період Культурної революції заступника голови ЦК КПК міністра оборони КНР маршала Лінь Бяо було офіційно оголошено наступником Мао Цзедуна. Тоді він вважався другою особою в партії та державі. Однак до початку 1970-х років амбіції спадкоємця почали викликати у Мао Цзедуна роздратування та побоювання. Різко загострилася боротьба за владу між Лінь Бяо та угрупуванням «шанхайських радикалів», на чолі якої стояла дружина Мао Цзедуна Цзян Цін . Найбільш жорсткі конфлікти відбувалися у Лінь Бяо з партійним керівником Шанхаю Чжан Чуньцяо та куратором партійного друку Яо Веньюанем . Шанхайці явно вирішили не допустити приходу Лінь Бяо на вищі посади в державі.
Серйозно ускладнилися відносини міністра оборони з прем'єром Держради КНР Чжоу Еньлаєм. Причина полягала у розбіжностях із зовнішньополітичного курсу. Лінь Бяо виступав за продовження одночасної конфронтації з СРСР та США, тоді як Чжоу Еньлай пропонував примирення та зближення із США .
У цих конфліктах Мао Цзедун взяв бік супротивників Лінь Бяо. Міністр оборони зважився чинити опір. Він розраховував на ресурс свого впливу в Народно-визвольній армії Китаю. Однак безпосередня організація змови здійснювалася лише вузьким колом найближчих сподвижників на чолі із сином Лінь Бяо — лейтенантом китайських ВПС Лінь Ліго.
21 березня 1971 року на авіабазі в Шанхаї Лінь Ліго зустрівся зі своїми найближчими сподвижниками — Чжоу Ючі, Ю Сіньюєм та Лі Вейсіном. На цій зустрічі було загалом сформульовано «Проєкт 571». Остаточний текст до 27 березня підготував Ю Сіньюй.

## Програма та плани
Основне місце у тексті — 7 розділів із 9 — займає політична декларація. Автори документа різко критикували політику «Культурної революції», особисто Мао Цзедуна та його найближчих сподвижників початку 1970-х року.
Верхівка маоїстського режиму звинувачувалася в «спотвореннях марксизму-ленінізму», «соціал-фашизмі», «феодальній автократії», «контрреволюційності», «некомпетентності», «розправах та вбивствах». Мао Цзедун характеризувався як диктатор і «сучасний Цінь Ши Хуанді», що потурає « троцькістам» (при цьому робився прозорий натяк на його вікову недієздатність). Йшлося про тяжке становище різних соціальних груп населення КНР — злидні селян, «замасковану експлуатацію» робітників, перетворення хунвейбінів на «гарматне м'ясо».
Змінити становище передбачалося військовим заколотом — «насильницькою революцією, яка зупинить еволюцію до деградації». Змовники аналізували, які військові частини можуть надати їм підтримку. Розрахунок робився, головним чином, на корпуси ВПС і на елітні підрозділи 20-ї та 38-ї армій, що знаходилися у прямому підпорядкуванні Лінь Бяо. Висловлювалася впевненість у масовій підтримці партії та армії (оголошувався відповідний заклик до КПК та НВАК) та намір розпочати переговори з СРСР. З великою відвертістю було сказано про майбутню розправу із «шанхайською бандою». Загалом обговорювалися варіанти усунення Мао Цзедуна — вибух поїзда або залізничного мосту, застосування напалму, пістолетний постріл.
Згодом експерти висловлювали думку, що військово-оперативна сторона не відповідала кваліфікації Лінь Бяо — майстра сухопутних операцій та маневреної війни, стратега ефективної атаки. Опора на авіацію та власних «преторіанців» була для нього не характерна. Загалом план виглядав ілюзорним, що знову ж таки не в'язалося з відомим реалізмом Лінь Бяо. З цього робився висновок, що він не мав відношення до складання «Проєкту 571».
Деякі фігури та поняття у тексті були зашифровані. Наприклад, Мао Цзедун іменувався терміном B-52 (назва американського бомбардувальника вказувала на нібито проамериканську спрямованість політики Мао). Оточення Мао Цзедуна було названо «корабель головних ворогів». Чжан Чуньцяо, Яо Веньюань та інші «шанхайські радикали» іменувалися «троцькістськими письменниками». Прибічники Лінь Бяо — Ван Вейго, Чень Ліюн, Цзян Тенцзяо — об'єднувалися під загальним ім'ям Ван Чень Цзян.
Девіз змовників «Смерть, але не безчестя» — неспроможний добрий застосовувався в армії Чан Кайші та гоміньданівській системі військової підготовки .

## Провал змови
15 серпня 1971 року Мао Цзедун відбув з Пекіна до південних провінцій, щоб обговорити з місцевими керівниками повістку призначеної на вересень партійної конференції. Там передбачалося визначити подальшу долю Лінь Бяо. Було очевидно, що на нього чекає як мінімум відставка з усіх постів, а можливо й арешт. 8 вересня Лінь Бяо наказав прискорити підготовку перевороту, наділивши свого сина оперативними повноваженнями.
Лінь Ліго та Чжоу Ючі запланували вбити Мао Цзедуна 11 вересня, при поверненні поїзда з Шанхаю до Пекіна. Однак Мао Цзедун зненацька змінив маршрут. Підготовка стала відома Загону 8341 та Центральному бюро безпеки КПК . 12 вересня Мао Цзедун повернувся до Пекіна. Розслідування змови очолив Чжоу Еньлай.
Усвідомивши провал, змовники зробили спробу втекти. Спочатку вони припускали вирушити до Гуанчжоу і звідти організувати опір. Але влада щільно контролювала становище. Тоді було вирішено тікати до СРСР.
Рано-вранці 13 вересня 1971 року Лінь Бяо, його дружина Е Сюнь, Лінь Ліго і кілька найближчих сподвижників сіли в літак і взяли курс на північний схід. Однак через нестачу палива літак розбився поблизу монгольського Ундерхаана . Усі, хто знаходився на борту, загинули.

## Репресії та суд
Влада КНР оголосила про розкриття змови і приступила до очищення командного складу НВАК від прихильників Лінь Бяо. Офіційну версію розгрому контрреволюційного угруповання сформулював Чжан Чуньцяо. Протягом місяця було звільнено з посади близько тисячі офіцерів і генералів, багато з них заарештовано. Проте з безпосередніх учасників змови вдалося заарештувати лише Лі Вейсіна — решта загинула 13 вересня в авіакатастрофі, а Чжоу Ючі того ж дня наклав на себе руки.
За життя Мао Цзедуна судовий процес у справі Лінь Бяо не був проведений. Підозрювані у причетності щільно ізолювалися без суду. Процес відкрився лише у листопаді 1980 року . Примітно, що поряд із прихильниками Лінь Бяо на лаві підсудних на той час опинилася і «шанхайська банда», зокрема Чжан Чуньцяо та Яо Веньюань. Процес був названий «судом над контрреволюційними угрупованнями Лінь Бяо та Цзян Цін». Перемогу у боротьбі за владу здобула «третя сила» — Ден Сяопін та його прихильники — політика яких сягала планів Чжоу Еньлая.
До складу «контрреволюційного угруповання Лінь Бяо» входили колишній начальник Генерального штабу НВАК Хуан Юншен, колишній командувач ВПС НВАК У Фасянь, колишній політкомісар ВМС НВАК Лі Цзопен, начальник логістичного управління НВАК Цю Хуейцзо та політкомісар ВВС Нанки . Всі вони були засуджені на тривалий термін ув'язнення.
Показання підсудних підтвердили організуючу роль Лінь Ліго у «змові Лінь Бяо».

## Наслідки та оцінки
За пропозицією Чжоу Еньлая в 1972 році «Проєкт 571» був опублікований в «Женьмінь жибао» — з викривальними коментарями . Чотири роки по тому, 5 квітня 1976 року, на площі Тяньаньмень у Пекіні відбулися масові протести . Гасла демонстрантів, були спрямовані проти Мао Цзедуна та Цзян Цін, порівняння режиму з часом Цинь Шихуанді, заклики відродити «справжній марксизм-ленінізм» з усією очевидністю свідчили про вплив «Проєкту 571». Але при цьому протестувальники висловлювали симпатії не до Лінь Бяо, а до Чжоу Еньлая .
Деякі сучасні дослідники вважають, що, незважаючи на тоталітарну фразеологію, «Проєкт 571» відображав історичні потреби Китаю — вихід із глухого кута «Культурної революції» та промислову модернізацію . Але ці плани асоціюються швидше з фігурою Чжоу Еньлая, ніж Лінь Бяо. Реалізовуватись вони стали з кінця 1970-х років, у реформах Ден Сяопіна.